# 钦伦秀
钦伦秀，中国教育部长江学者特聘教授，复旦大学教授、博士生导师，现任复旦大学附属华山医院外科主任、复旦大学肿瘤转移研究所所长，主要从事消化系统肿瘤外科研究。

## 生平
1987年毕业于徐州医学院临床医学专业，1990年获该校外科学硕士学位，1996年获上海医科大学外科学博士学位。现任复旦大学附属华山医院外科主任、华山北院常务副院长。